# Phialinea
Phialinea es un género de foraminífero bentónico de estatus incierto, aunque considerado un sinónimo posterior de Procerolagena de la familia Lagenidae, de la superfamilia Nodosarioidea, del suborden Lagenina y del orden Lagenida. Su especie-tipo era Miliola elongata. Su rango cronoestratigráfico abarcaba el Holoceno.

## Clasificación
Phialinea incluía a las siguientes especies:
- Phialinea amphora
- Phialinea clavata
  - Phialinea clavata setigera
- Phialinea elongata
- Phialinea distoma
  - Phialinea distoma ingens
- Phialinea gracillima